# Panislamismo
Il panislamismo (in arabo:اتّحاد الاسلام) è un pensiero politico e religioso che auspica l'unione politica di tutti i popoli islamici in un'unica istituzione statale, cioè la Dār al-Islām. La forma di stato più proposta è il califfato, ma si propone anche l'Organizzazione della cooperazione islamica, almeno nei territori non russi o cinesi. 
Il movimento nasce come reazione all'espansionismo occidentale e rivendica di essere una difesa antimperialista e anticolonialista. Difeso dai sultani ottomani, il pensiero panislamista iniziò ad acquistare peso dopo la prima guerra mondiale, influenzando il programma politico del primo movimento islamista della storia moderna dell'Islam, i Fratelli Musulmani.